# Jiang Ziya
Jiang Ziya (xinès: 姜子牙, Pinyin: Jiāng Zǐyá, Wade-Giles: Chiang Tzu-ya) (dates de naixement i mort desconegudes) va ser una figura xinesa històrica i llegendària que va residir a prop del riu Weishui fa uns 3,000 anys. Sent un savi i un estrateg militar, Jiang Ziya va ser cridat pel Rei Wen de Zhou per servir com primer ministre. Els seus suposats ensenyaments al rei Wen constitueixen la base dels Sis Ensenyaments Secrets.

## Rerefons
L'últim governant de la dinastia Shang, el Rei Zhou de Shang (segles XVI-XI aEC) era un propietari d'esclaus tirànic i corromput que passava els seus dies de gresca amb la seva concubina favorita, Daji, i sense pietat passava per les armes o castigava oficials rectes i tots aquells que s'oposaven a les seves maneres. Després de servir fidelment en la cort de Shang durant aproximadament vint anys, Jiang va acabar trobant insofrible el rei Zhou; i va fingir bogeria per escapar de la vida cortesana i del poder del governant.
Jiang era un expert en els afers militars i esperava que algun dia qualcú li cridaria per a ajudar a enderrocar el rei. Jiang va desaparèixer només per a ressorgir en el camp de Zhou a l'edat apòcrifa dels setanta-dos anys, quan va ser reclutat pel Rei Wen de Zhou i va esdevenir decisiu en els assumptes de Zhou. Hom diu que, mentre era en l'exili, seguia esperant plàcidament, pescant en un afluent del riu Wei (a prop de l'actual Xi'an) fent servir un ham sense llengüeta o fins i tot sense ganxo; teoritzant-se que els peixos venien cap a ell per voluntat pròpia, quan ja estaven llestos.